# Universitat d'Arquitectura i Construcció de l'Azerbaidjan
La Universitat d'Arquitectura i Construcció de l'Azerbaidjan (en àzeri: Azərbaycan Memarlıq və İnşaat Universiteti) és una institució d'educació superior i principal universitat pública de Bakú.
El 1975 la universitat va ser fundada sota el nom d'Institut de Construcció. El 1992 va rebre l'estatus d'universitat. El 13 de juny de 2000 la universitat va ser reanomenada com Universitat d'Arquitectura i Construcció de l'Azerbaidjan per ordre del president de la República de l'Azerbaidjan, Heidar Alíev. La Universitat d'Arquitectura i Construcció de l'Azerbaidjan col·labora amb les diverses universitats de Rússia, el Kazakhstan, Uzbekistan, Geòrgia, Ucraïna, Corea del Sud, l'Iran, Turquia, Egipte, Itàlia, Anglaterra, Àustria, França, Estònia, República Txeca, Espanya, Polònia i Bèlgica.